# Billy McKinney
Billy McKinney, né le 5 juin 1955 à Waukegan (Illinois), est un joueur de basket-ball.

## Biographie
Il est formé à la Zion-Benton High School par Mo Tharp, puis rejoint l'université Northwestern, qui vient d'engager comme entraîneur Tex Winter, qui sera renommé pour concevoir l'attaque en triangle aux Bulls de Chicago aux côtés de Phil Jackson. « Si Tex ne m'avait pas dirigé, je n'aurais jamais pu jouer en NBA. Il m'a tellement appris sur le jeu, la lecture des défenses, le jeu d'attaque et à être autant un cerveau qu'un meneur scoreur. J'ai absorbé ses fondamentaux et je les utilise chaque fois que je dirige un clinic. » Il joue également en baseball jusqu'en sophomore après n'avoir pas été retenu dans la sélection olympique de 1976. Il joue quatre saisons en NCAA pour les Wildcats de Northwestern, qui ne se qualifie jamais pour le tournoi final NCAA, dont il reste le meilleur scoreur pendant 35 ans avec 1 900 points inscrits, jusqu'à être détrôné par John Shurna en février 2012.
Choisi en 115e position lors de la draft 1977 de la NBA par les Suns de Phoenix, il n'est pas conservé. « J'étais si ennuyé que je me suis retiré un mois en Ohio. Mon rêve avait tourné court. Je suis revenu à Chicago pour travailler pour une imprimerie et j'ai joué des matches AAU tou en envoyant des lettres aux équipes NBA. » Cotton Fitzsimmons y répondit et l'invite à des essais aux Kings de Kansas City.
Il y signe un contrat le 14 septembre 1978 et y passe deux saisons. Il est proposé à la draft d'expansion de 1980 et choisi par les Mavericks de Dallas mais il est transféré le 11 septembre 1980 au Jazz de l'Utah en échange d'un second tour de la Draft 1983 de la NBA (qui sera Mark West) second tour de la Draft 1984 de la NBA (qui sera Anthony Teachey). Il commence la saison NBA 1980-1981 dans l'Utah mais est envoyé le 23 décembre 1980 aux Nuggets de Denver en échange de Carl Nicks où il termine la saison et y passe deux autres. Le 4 octobre 1983, il est transféré aux Clippers de San Diego contre Richard Anderson. Au bout d'une saison, il est libéré par les Californiens le 24 juillet 1984 et prend une première fois sa retraite.
Il ne joue pas la saison NBA 1984-1985 mais il est sollicité par Jerry Krause qui lui propose de reprendre la compétition, notamment pour encadrer de jeunes joueurs comme Charles Oakley, ainsi qu'un plan de reconversion. Les Bulls de Chicago l'engagent le 25 septembre 1985, mais rompent son dernier contrat NBA le 17 décembre 1985. Il devient assistant coach et collabore avec Krause sur le scouting des universitaires. En carrière, il aligne des moyennes de 8,5 points et 3,5 passes décisives, soit un total de 3 823 points, 677 rebonds et 1 661 passes décisives en 476 rencontres dont 65 titularisations.
Il ne quitte pas les Bulls puisqu'il y est engagé comme assistant du vice-président des opérations basket-ball où il se dit impliqué dans les décisions de draft d'Horace Grant et Scottie Pippen. Il y reste jusqu'à l'été 1988, il est directeur du personnel de la toute nouvelle franchise des Timberwolves du Minnesota pendant deux ans. De 1992 à 1995, il est vice-président des opérations basket-ball des Pistons de Détroit. Il devient ensuite vice-président exécutif à la fois des SuperSonics de Seattle, puis devient manager général de la toute nouvelle franchise WNBA du Storm de Seattle qu'il emmène au titre en 2004. Il devient alors consultant radio des Wolves., puis en juin 2008, il est engagé comme directeur du scouting des Bucks de Milwaukee.